# Ranunculus pangiensis
Ranunculus pangiensis är en ranunkelväxtart som beskrevs av David Allan Poe Watt. Ranunculus pangiensis ingår i släktet ranunkler, och familjen ranunkelväxter. Inga underarter finns listade i Catalogue of Life.